# Niko Kovač
Niko Kovač  (Berlín Oeste, Alemania Occidental, 15 de octubre de 1971) es un exfutbolista y entrenador croata. Actualmente dirige al Borussia Dortmund de la Bundesliga.
Nació en Alemania, de padre y madre bosnios. Se desempeñaba en la posición de centrocampista. Es hermano mayor del también exjugador Robert Kovač.

## Carrera como jugador
Kovač desarrolló la mayoría de su carrera como jugador en Alemania. Debutó a nivel profesional en 1990 con el Hertha Zehlendorf. Al año siguiente, fue traspasado al Hertha Berlín, y posteriormente, jugó en varios clubes de la Bundesliga, como el Bayern de Múnich. Finalmente, se retiró en 2009, siendo jugador del Red Bull Salzburg.
Kovač hizo su debut internacional en el partido amistoso de Croacia contra Marruecos el 11 de diciembre de 1996 en Casablanca. Luego apareció en tres partidos de clasificación para la Copa Mundial de la FIFA 1998, pero se perdió la final en Francia porque no se recuperó completamente de la lesión hasta el inicio de los preparativos para el torneo. Posteriormente, formó parte de la selección nacional durante dos años antes de regresar en un amistoso contra Francia en noviembre de 1999.
A nivel internacional, Kovač jugó para Croacia en cinco partidos de clasificación para la Copa del Mundo 2002 y marcó un gol en la victoria de Croacia 4-0 contra San Marino. En el torneo final, apareció como jugador titular en los tres partidos de grupo antes de que Croacia fuera eliminada del torneo con un tercer lugar en su grupo. También participó en la clasificación de la UEFA Euro 2004, hizo siete apariciones y anotó dos goles en partidos fuera de casa, la victoria por 1-0 contra Estonia y el gol de apertura en la victoria por 3-0 del equipo sobre Andorra. También jugó los tres partidos de grupo completos jugados por el equipo croata en el torneo final de la Eurocopa 2004 en Portugal y anotó el primer gol en el juego de grupo final contra Inglaterra. Sin embargo, Croacia perdió el partido 4-2 y una vez más fue eliminada del torneo como la tercera nación en su grupo.
Después de la Eurocopa 2004, Kovač se convirtió en el capitán de la selección croata y dirigió al equipo a través de la campaña de clasificación para las finales de la Copa Mundial de la FIFA 2006 en Alemania. Apareció en nueve de los diez partidos de clasificación y anotó dos goles, ambos en la victoria de Croacia por 4-0 sobre Islandia en casa en Zagreb. En el torneo final, apareció en los tres partidos de grupo de Croacia, a pesar de sufrir una lesión que lo obligó a abandonar el campo después de 40 minutos del partido de apertura del equipo contra Brasil. Kovač anotó el gol que puso a Croacia 2-1 en el juego final del grupo contra Australia. [9] Sin embargo, el partido terminó en un empate 2-2 y Croacia fue eliminada en virtud de terminar tercero en el grupo. Esta fue la tercera vez consecutiva que sucedió en un torneo importante.
En enero del 2008 ficha por la UDA Gramenet, equipo de Santa Coloma de Gramenet en la provincia de Barcelona, donde jugó los últimos 12 meses antes de pensar en su retiro deportivo. Con los azules juego un total de 14 partidos y marco solo un gol contra en UE Prat.
La Eurocopa 2008 fue una campaña agridulce para el Capitán Kovač. Sus excelentes actuaciones ante Alemania y Turquía finalmente no fueron recompensadas en lo que podría ser su último gran torneo. Contra Alemania, no tenía paralelo, produciendo un juego en la pantalla junto a Luka Modrić, mientras que contra Turquía, redujo a sus oponentes a tiros de bote desde la distancia, ya que rara vez rompieron la protección de los cuatro corredores. Antes y después de ese juego, Kovač reiteró su intención de retirarse del fútbol internacional al final de la Eurocopa 2008, sin embargo, después de una conversación con Slaven Bilić, parece que siente que hay "asuntos pendientes" que abordar.
Kovač finalmente anunció su retiro internacional el 7 de enero de 2009, expresando el deseo de que los jugadores más jóvenes tengan experiencia en el lado de Croacia.

## Selección nacional
Fue internacional con la selección de fútbol de Croacia en 83 ocasiones y marcó 14 goles. Debutó el 11 de diciembre de 1996, en un encuentro amistoso ante la selección de Marruecos que finalizó con marcador de 2-2.

### Participaciones en Copas del Mundo
| Mundial                        | Sede                  | Resultado    |
| ------------------------------ | --------------------- | ------------ |
| Copa Mundial de Fútbol de 2002 | Corea del Sur y Japón | Primera fase |
| Copa Mundial de Fútbol de 2006 | Alemania              | Primera fase |

### Participaciones en Eurocopas
| Torneo        | Sede            | Resultado        |
| ------------- | --------------- | ---------------- |
| Eurocopa 2004 | Portugal        | Primera fase     |
| Eurocopa 2008 | Austria y Suiza | Cuartos de final |

### Goles internacionales
| Goles internacionales | Goles internacionales   | Goles internacionales                                      | Goles internacionales | Goles internacionales | Goles internacionales | Goles internacionales               |
|                       | Fecha                   | Sede                                                       | Oponente              | Gol marcado           | Resultado final       | Competencia                         |
| --------------------- | ----------------------- | ---------------------------------------------------------- | --------------------- | --------------------- | --------------------- | ----------------------------------- |
| 1.                    | 29 de marzo de 2000     | Estadio Maksimir, Zagreb, Croacia                          | Alemania              | 1–1                   | 1–1                   | Amistoso                            |
| 2.                    | 5 de septiembre de 2001 | Olímpico, Serravalle, San Marino                           | San Marino            | 1–0                   | 4–0                   | Clasificación Mundial 2002          |
| 3.                    | 8 de mayo de 2002       | Stadion PMFC, Pécs, Hungría                                | Hungría               | 2–0                   | 2–0                   | Amistoso                            |
| 4.                    | 11 de junio de 2003     | A. Le Coq Arena, Tallin , Estonia                          | Estonia               | 1–0                   | 1–0                   | Clasificación para la Eurocopa 2004 |
| 5.                    | 6 de septiembre de 2003 | Camp d’Esports d’Aixovall, Aixovall, Andorra               | Andorra               | 1–0                   | 3–0                   | Clasificación para la Eurocopa 2004 |
| 6.                    | 21 de junio de 2004     | Estádio da Luz, Lisboa, Portugal                           | Inglaterra            | 1–0                   | 2–4                   | Eurocopa 2004                       |
| 7.                    | 26 de marzo de 2005     | Estadio Maksimir, Zagreb, Croacia                          | Islandia              | 1–0                   | 3-0                   | Eurocopa 2004                       |
| 8.                    | 26 de marzo de 2005     | Estadio Maksimir, Zagreb, Croacia                          | Islandia              | 3–0                   | 3-0                   | Eurocopa 2004                       |
| 9.                    | 22 de junio de 2006     | Mercedes-Benz Arena, Stuttgart, Alemania                   | Australia             | 2–1                   | 2–2                   | Copa Mundial de Fútbol de 2006      |
| 10.                   | 22 de agosto de 2007    | Asim Ferhatović Hase Stadium, Sarajevo, Bosnia-Herzegovina | Bosnia y Herzegovina  | 3–2                   | 5–3                   | Amistoso                            |
| 11.                   | 22 de agosto de 2007    | Asim Ferhatović Hase Stadium, Sarajevo, Bosnia-Herzegovina | Bosnia y Herzegovina  | 5–3                   | 5–3                   | Amistoso                            |
| 12.                   | 24 de mayo de 2008      | Estadio Kantrida, Rijeka, Croacia                          | Moldavia              | 1–0                   | 1–0                   | Amistoso                            |
| 13.                   | 31 de mayo de 2008      | Szusza Ferenc Stadium, Budapest, Hungría                   | Hungría               | 1–0                   | 1–1                   | Amistoso                            |
| 14.                   | 6 de septiembre de 2008 | Estadio Maksimir, Zagreb , Croacia                         | Kazajistán            | 1–0                   | 3–0                   | Clasificación Mundial 2010          |

## Carrera como entrenador

### Selección de Croacia
Kovač comenzó su carrera como técnico el 16 de octubre de 2013, siendo nombrado nuevo seleccionador de Croacia. Logró clasificar, mediante la repesca, al combinado croata para el Mundial de Brasil 2014, donde cayó en la fase de grupos. Fue destituido en septiembre de 2015, a raíz de los malos resultados que estaba cosechando en la Clasificación para la Eurocopa 2016.

### Eintracht Fráncfort
El 8 de marzo de 2016, firmó un contrato como nuevo técnico del Eintracht Fráncfort. Dirigió al equipo alemán en las 9 últimas jornadas de la Bundesliga, logrando evitar el descenso directo y jugándose la permanencia en el "play-off" de ascenso y descenso, saliendo vencedor del duelo contra el Núremberg. El 8 de diciembre, tras completar un gran arranque de temporada en el que situó al Eintracht Fráncfort en la lucha por las primeras posiciones, renovó su contrato con el club hasta 2019. El equipo alemán cerró el curso como 11.º clasificado en la Bundesliga y perdiendo la final de la Copa de Alemania. En el curso siguiente, el Eintracht Fráncfort obtuvo el 8.º puesto en la Bundesliga y se tomó la revancha al proclamarse campeón de la Copa de Alemania.

### Bayern de Múnich
Tras sus buenas campañas en Frankfurt, el 13 de abril de 2018, fue confirmado por el Bayern de Múnich como su entrenador para las tres próximas temporadas. En su primera campaña en el banquillo bávaro, fue eliminado en octavos de final de la Liga de Campeones por el Liverpool (futuro campeón del torneo) y ganó la Bundesliga y la Copa de Alemania. El 3 de noviembre de 2019, tras perder por 5-1 ante el Eintracht Fráncfort, el Bayern de Múnich anunció su marcha del club.

### AS Mónaco
El 19 de julio de 2020, fue contratado por el AS Mónaco. Logró llevar al conjunto monegasco hasta la final de la Copa de Francia, pero perdió 2-0 contra el París Saint-Germain; y obtuvo la 3.ª posición en la Ligue 1, clasificándose para la Liga de Campeones. El 1 de enero de 2022, fue destituido por el club, dejando al equipo del Principado en 6.ª posición al término de la primera vuelta de la Ligue 1 y en octavos de final de Europa League.

### VfL Wolfsburgo
El 24 de mayo de 2022, se confirmó que sería nuevo entrenador del VfL Wolfsburgo tras firmar un contrato para las 3 próximas temporadas. Después de terminar 8º en la Bundesliga en su primera temporada en el banquillo del Volkswagen-Arena; el 17 de marzo de 2024, fue despedido de su cargo luego de una serie de malos resultados.

### Borussia Dortmund
En enero de 2025, fue anunciado como entrenador del Borussia Dortmund a partir del 2 de febrero, en reemplazo de Nuri Şahin.

## Clubes

### Como jugador
| Club              | País     | Año       |
| ----------------- | -------- | --------- |
| Hertha Zehlendorf | Alemania | 1990-1991 |
| Hertha Berlín     | Alemania | 1991-1996 |
| Bayer Leverkusen  | Alemania | 1996-1999 |
| Hamburger S. V.   | Alemania | 1999-2001 |
| Bayern Múnich     | Alemania | 2001-2003 |
| Hertha Berlín     | Alemania | 2003-2006 |
| Red Bull Salzburg | Austria  | 2006-2009 |

### Como entrenador
| Club                        | País     | Año           |
| --------------------------- | -------- | ------------- |
| Selección Sub-21 de Croacia | Croacia  | 2013          |
| Selección de Croacia        | Croacia  | 2013-2015     |
| Eintracht Frankfurt         | Alemania | 2016-2018     |
| Bayern Múnich               | Alemania | 2018-2019     |
| AS Mónaco                   | Francia  | 2020-2022     |
| VfL Wolfsburgo              | Alemania | 2022-2024     |
| Borussia Dortmund           | Alemania | 2025-presente |

## Estadísticas como entrenador

### Clubes
| Equipo                         | Div.         | Temporada    | Liga  | Liga | Liga | Liga | Liga |       | Copa | Copa | Copa | Copa  |    | Internacional | Internacional | Internacional | Internacional | Internacional |   | Otros | Otros | Otros | Otros |    | Totales     | Totales | Totales | Totales | Totales | Totales | Totales | Totales |
| Equipo                         | Div.         | Temporada    | Part. | G    | E    | P    | Pos. | Part. | G    | E    | P    | Part. | G  | E             | P             | Pos.          | Part.         | G             | E | P     | Part. | G     | E     | P  | Rendimiento | GF      | GC      | Dif.    |         |         |         |         |
| ------------------------------ | ------------ | ------------ | ----- | ---- | ---- | ---- | ---- | ----- | ---- | ---- | ---- | ----- | -- | ------------- | ------------- | ------------- | ------------- | ------------- | - | ----- | ----- | ----- | ----- | -- | ----------- | ------- | ------- | ------- | ------- | ------- | ------- | ------- |
| Eintracht Frankfurt · Alemania | 1.ª          | 2015-16      | 9     | 4    | 0    | 5    | 16.º | -     | -    | -    | -    | -     | -  | -             | -             | -             | 2             | 1             | 1 | 0     | 11    | 5     | 1     | 5  | 48.48%      | 8       | 13      | -5      |         |         |         |         |
| Eintracht Frankfurt · Alemania | 1.ª          | 2016-17      | 34    | 11   | 9    | 14   | 11.º | 6     | 2    | 3    | 1    | -     | -  | -             | -             | -             | -             | -             | - | -     | 40    | 13    | 12    | 15 | 42.5%       | 42      | 48      | -6      |         |         |         |         |
| Eintracht Frankfurt · Alemania | 1.ª          | 2017-18      | 34    | 14   | 7    | 13   | 8.º  | 6     | 6    | 0    | 0    | -     | -  | -             | -             | -             | -             | -             | - | -     | 40    | 20    | 7     | 13 | 55.83%      | 61      | 47      | +14     |         |         |         |         |
| Eintracht Frankfurt · Alemania | Total        | Total        | 77    | 29   | 16   | 32   | -    | 12    | 8    | 3    | 1    | -     | -  | -             | -             | -             | 2             | 1             | 1 | 0     | 91    | 38    | 20    | 33 | 49.09%      | 111     | 108     | +3      |         |         |         |         |
| Bayern Munich · Alemania       | 1.ª          | 2018-19      | 34    | 24   | 6    | 4    | 1.º  | 6     | 6    | 0    | 0    | 8     | 4  | 3             | 1             | 1/8           | 1             | 1             | 0 | 0     | 49    | 35    | 9     | 5  | 77.55%      | 126     | 49      | +77     |         |         |         |         |
| Bayern Munich · Alemania       | 1.ª          | 2019-20      | 10    | 5    | 3    | 2    | Inc. | 2     | 2    | 0    | 0    | 3     | 3  | 0             | 0             | Inc.          | 1             | 0             | 0 | 1     | 16    | 10    | 3     | 3  | 68.75%      | 43      | 24      | +19     |         |         |         |         |
| Bayern Munich · Alemania       | Total        | Total        | 44    | 29   | 9    | 6    | -    | 8     | 8    | 0    | 0    | 11    | 7  | 3             | 1             | -             | 2             | 1             | 0 | 1     | 65    | 45    | 12    | 8  | 75.38%      | 169     | 73      | +96     |         |         |         |         |
| AS Mónaco Francia              | 1.ª          | 2020-21      | 38    | 24   | 6    | 8    | 3.º  | 6     | 4    | 1    | 1    | -     | -  | -             | -             | -             | -             | -             | - | -     | 44    | 28    | 7     | 9  | 68.94%      | 86      | 45      | +41     |         |         |         |         |
| AS Mónaco Francia              | 1.ª          | 2021-22      | 19    | 8    | 5    | 6    | Inc. | 1     | 1    | 0    | 0    | 10    | 5  | 4             | 1             | Inc.          | -             | -             | - | -     | 30    | 14    | 9     | 7  | 56.67%      | 45      | 31      | +14     |         |         |         |         |
| AS Mónaco Francia              | Total        | Total        | 57    | 32   | 11   | 14   | -    | 7     | 5    | 1    | 1    | 10    | 5  | 4             | 1             | -             | -             | -             | - | -     | 74    | 42    | 16    | 16 | 63.97%      | 131     | 76      | +55     |         |         |         |         |
| VfL Wolfsburgo · Alemania      | 1.ª          | 2022-23      | 34    | 13   | 10   | 11   | 8.º  | 3     | 2    | 0    | 1    | -     | -  | -             | -             |               | -             | -             | - | -     | 37    | 15    | 10    | 12 | 49.55%      | 61      | 51      | +10     |         |         |         |         |
| VfL Wolfsburgo · Alemania      | 1.ª          | 2023-24      | 26    | 6    | 7    | 13   | Inc. | 3     | 2    | 0    | 1    | -     | -  | -             | -             | -             | -             | -             | - | -     | 29    | 8     | 7     | 14 | 35.64%      | 38      | 45      | -7      |         |         |         |         |
| VfL Wolfsburgo · Alemania      | Total        | Total        | 60    | 19   | 17   | 24   | -    | 6     | 4    | 0    | 2    | -     | -  | -             | -             | -             | -             | -             | - | -     | 66    | 23    | 17    | 26 | 43.44%      | 99      | 96      | +3      |         |         |         |         |
| Borussia Dortmund · Alemania   | 1.ª          | 2024-25      | 14    | 9    | 1    | 4    | 4.º  | -     | -    | -    | -    | 6     | 3  | 2             | 1             | 1/4           | 5             | 3             | 1 | 1     | 25    | 15    | 4     | 6  | 65.33%      | 53      | 31      | +22     |         |         |         |         |
| Borussia Dortmund · Alemania   | 1.ª          | 2025-26      | 0     | 0    | 0    | 0    | -    | 1     | 1    | 0    | 0    | 0     | 0  | 0             | 0             | -             | -             | -             | - | -     | 1     | 1     | 0     | 0  | 100%        | 1       | 0       | +1      |         |         |         |         |
| Borussia Dortmund · Alemania   | Total        | Total        | 14    | 9    | 1    | 4    | -    | 1     | 1    | 0    | 0    | 6     | 3  | 2             | 1             | -             | 5             | 3             | 1 | 1     | 26    | 16    | 4     | 6  | 66.67%      | 54      | 31      | +23     |         |         |         |         |
| Total clubes                   | Total clubes | Total clubes | 252   | 118  | 54   | 80   | -    | 34    | 26   | 4    | 4    | 27    | 15 | 9             | 3             | -             | 9             | 5             | 2 | 2     | 322   | 164   | 69    | 89 | 58.07%      | 564     | 384     | +180    |         |         |         |         |
| 1. 2. 3.                       |              |              |       |      |      |      |      |       |      |      |      |       |    |               |               |               |               |               |   |       |       |       |       |    |             |         |         |         |         |         |         |         |

### Selecciones
| Croacia Sub-21      | 2013                | -   | -   | -  | -  | - | 4  | 4  | 0 | 0 | -  | -  | - | - | -  | 3  | 1  | 0 | 2 | 7   | 5   | 0  | 2  | 71.43% | 18  | 5   | +13  |
| Croacia             | 2013 - 2015         | -   | -   | -  | -  | - | 10 | 5  | 4 | 1 | 3  | 1  | 0 | 2 | FG | 6  | 4  | 1 | 1 | 19  | 10  | 5  | 4  | 61.4%  | 36  | 16  | +20  |
| Total selecciones   | Total selecciones   | -   | -   | -  | -  | - | 14 | 9  | 4 | 1 | 3  | 1  | 0 | 2 | -  | 9  | 5  | 1 | 3 | 26  | 15  | 5  | 6  | 64.1%  | 54  | 21  | +33  |
| Total en su carrera | Total en su carrera | 252 | 118 | 54 | 80 | - | 48 | 35 | 8 | 5 | 30 | 16 | 9 | 5 | -  | 18 | 10 | 3 | 5 | 348 | 179 | 74 | 95 | 58.53% | 618 | 405 | +213 |

### Resumen por competiciones
| Competición                  | Partidos | Ganados | Empatados | Perdidos | %      | Resultado        |
| Clubes                       | Clubes   | Clubes  | Clubes    | Clubes   | Clubes | Clubes           |
| ---------------------------- | -------- | ------- | --------- | -------- | ------ | ---------------- |
| Bundesliga                   | 197      | 87      | 44        | 66       | 51.61% | Campeón          |
| Copa de Alemania             | 27       | 21      | 3         | 3        | 81.48% | Campeón          |
| Supercopa de Alemania        | 2        | 1       | 0         | 1        | 50%    | Campeón          |
| Ligue 1                      | 57       | 32      | 11        | 14       | 62.57% | 3.er lugar       |
| Copa de Francia              | 7        | 5       | 1         | 1        | 76.19% | Subcampeón       |
| Liga de Campeones de la UEFA | 21       | 12      | 6         | 3        | 66.66% | Cuartos de final |
| Liga Europa de la UEFA       | 6        | 3       | 3         | 0        | 66.67% | Octavos de final |
| Mundial de Clubes de la FIFA | 5        | 3       | 1         | 1        | 66.67% | Cuartos de final |
| Total clubes                 | 322      | 164     | 69        | 89       | 58.07% | 4 Títulos        |
| Selecciones                  |          |         |           |          |        |                  |
| Clasificatorias Eurocopa     | 12       | 8       | 3         | 1        | 75%    | Clasificado      |
| Clasificatorias Mundial      | 2        | 1       | 1         | 0        | 66.67% | Clasificado      |
| Mundial                      | 3        | 1       | 0         | 2        | 33.33% | Fase de grupos   |
| Amistosos                    | 9        | 5       | 1         | 3        | 59.26% | +5 PG            |
| Total selecciones            | 26       | 15      | 5         | 6        | 64.1%  | Sin Títulos      |
| Total en su carrera          | 348      | 179     | 74        | 95       | 58.53% | 4 Títulos        |

## Palmarés

### Como jugador

#### Campeonatos nacionales
| Título           | Club              | País     | Año     |
| ---------------- | ----------------- | -------- | ------- |
| Bundesliga       | Bayern Múnich     | Alemania | 2002-03 |
| Copa de Alemania | Bayern Múnich     | Alemania | 2002-03 |
| Bundesliga       | Red Bull Salzburg | Austria  | 2006-07 |

#### Copas internacionales
| Título                | Club          | País     | Año  |
| --------------------- | ------------- | -------- | ---- |
| Copa Intercontinental | Bayern Múnich | Alemania | 2001 |

### Como entrenador

#### Campeonatos nacionales
| Competición           | Equipo              | País     | Año  |
| --------------------- | ------------------- | -------- | ---- |
| Copa de Alemania      | Eintracht Frankfurt | Alemania | 2018 |
| Supercopa de Alemania | Bayern Múnich       | Alemania | 2018 |
| Bundesliga            | Bayern Múnich       | Alemania | 2019 |
| Copa de Alemania      | Bayern Múnich       | Alemania | 2019 |